# John Wilms

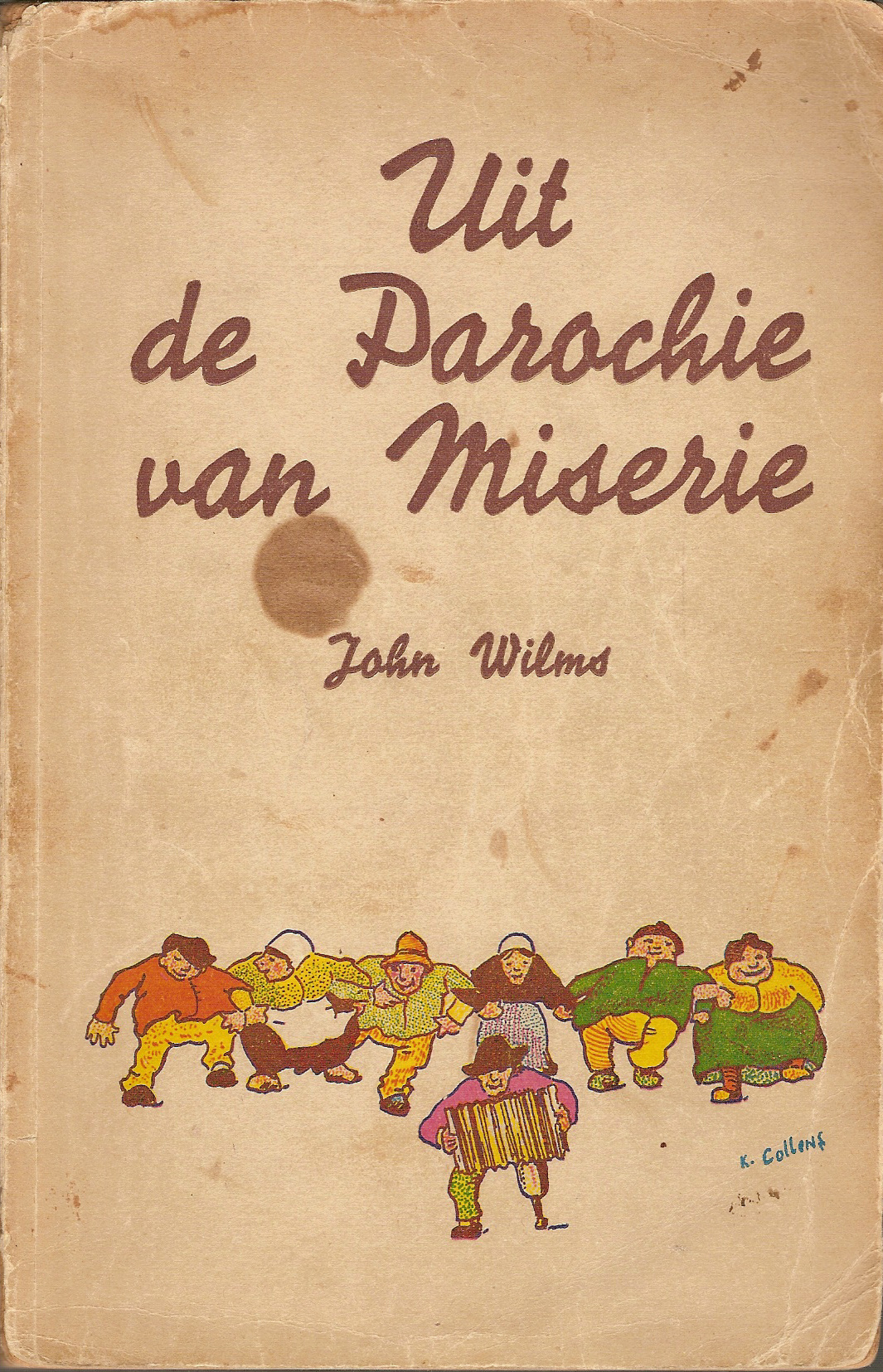

John Wilms  (Antwerpen, 1893- Antwerpen 1978) was een Vlaams politicus en schrijver. Zijn bekendste boek is “Uit de Parochie van Miserie” (1941)

## Biografie
Wilms werd geboren in het Antwerpse Sint-Andrieskwartier. In zijn roman “Uit de Parochie van Miserie” (1941) schetst Wilms een beeld van deze wijk tijdens de 19de eeuw en de gewone burgers die er wonen. Wilms beschreef de harde arbeid en het samenhorigheidsgevoel van de bevolking. Daarnaast levert hij ook kritiek op de verplichte militaire dienst, die eerder de minder gegoede bevolking trof dan de rijke. Hoofdfiguur van het boek is Rik Van Aken, alias "Zotte Rik", een authentiek historisch figuur (1854-1909), die de natuurlijke zoon van Maria-Theresia Geleij was, bijgenaamd “Mie Citroen”, een kleermaakster en deeltijds kunstmodel. Zotte Rik dankte zijn bijnaam aan zijn vaak gekke gedrag, waarbij hij de jeugd in het Sint-Andries amuseerde en net als de Rattenvanger van Hamelen muziek op zijn fluit speelde.
Wilms was lid van de Belgische Socialistische Partij en vanaf 1933 was hij schepen in verschillende colleges, waaronder schepen van cultuur tijdens de jaren 1950. In die functie liet hij onder meer een toneelstuk van Henri Ghéon verbieden omdat hij tijdens de Tweede Wereldoorlog collaboreerde met Duitsland. 
Op de hoek van de Prekersstraat en Kloosterstraat bevindt zich een gedenksteen voor Wilms.

## In populaire cultuur
• Het KNS voerde in 1972 een toneelstuk op rond Zotte Rik, “De droom van Zotte Rik”. Jan Christiaens schreef het stuk, Walter Tillemans verzorgde de regie en Wannes Van de Velde ontwierp de decors en schreef de muziek. Deze theaterbewerking bracht het originele boek opnieuw onder de aandacht, waardoor het in 1973 door Uitgeverij Winkelhaak werd herdrukt. 
• Op 2 september 1978 werd er van Zotte Rik een stadsreus gemaakt. 
• Het Sint-Andrieskwartier heeft nog steeds de bijnaam “De Parochie van Miserie”. Ook de Belgische rapgroep Sint Andries MC's zingen in hun nummer “Represent 2000 Antwaarpe” over de wijk als “de Parochie van Miserie”.
- Library of Congress Control Number: n86843755
- Virtual International Authority File: 33497331
- WorldCat: E39PBJghqxCb43xCJVWVdVdG73